# ویتالی نیکولاینکو
ویتالی الکساندرویچ نیکولاینکو (روسی: Виталий Александрович Николаенко، آوانویسی: ویتالی الکساندروویچ نیکولاینکو، ۱۹۳۸ - دسامبر ۲۰۰۳) یک دانشمند علوم طبیعی و عکاس خودآموخته روسی بود که به خاطر تحقیقات گسترده‌اش در مورد رفتارشناسی خرس‌های روسی مشهور است. او ۳۳ سال را با خرس‌های قهوه‌ای (خرس قهوه‌ای) بومی شبه جزیره کامچاتکا زندگی کرد. جسد او در دسامبر ۲۰۰۳ در منطقه حفاظت‌شده ایالتی کرونوتسکی، یکی از دو منطقه تحت مدیریت دولت فدرال، پیدا شد ۱۷۷ کیلومتر (۱۱۰ مایل) در شمال پتروپاولوفسک. مقامات به این نتیجه رسیدند که علت مرگ ظاهراً حمله خرس بوده است.

## زندگی‌نامه
ویتالی نیکولاینکو، محیط‌بان ارشد منطقه حفاظت‌شده حیات‌وحش کرونوتسکی، با شکار و ماهیگیری غیرقانونی در این منطقه مبارزه می‌کرد. گشت‌زنی‌های او ماه‌ها او را در طبیعت وحشی نگه می‌داشت. او به‌طور معمول هر روز از طلوع تا غروب خورشید خرس‌ها را دنبال می‌کرد و تغذیه، جفت‌گیری و عادات اجتماعی آنها را ثبت می‌کرد.

### علاقه به خرس‌ها
او یکی از جامع‌ترین مستندها را در مورد این غول ۲٫۷-متر (۹-فوت) گردآوری کرد. پسرعموهای خرس گریزلی آمریکای شمالی، خرس‌های قهوه‌ای کامچاتکا، که مرتباً صدها دفتر خاطرات را پر می‌کردند، مجموعه‌ای از آثار که به عنوان یکی از مهم‌ترین سوابق زندگینامه‌ای رفتار خرس قهوه‌ای موجود در نظر گرفته می‌شود.
نیکولاینکو بیش از ۱٬۰۰۰ کیلومتر (۶۲۰ مایل) قدم زد در سال از طریق دره‌های رودخانه‌ای دورافتاده و دشت‌های ساحلی کامچاتکا، جایی که تقریباً ۱۵۰۰۰ خرس قهوه‌ای در معرض تهدید فزاینده شکارچیان و شکارچیان خارجی هستند. او به‌طور متوسط ۸۰۰ تماس با خرس را در هر سال ثبت کرد.
نیکولاینکو بیش از ۲۰ سال یک خرس نر عظیم‌الجثه به نام دوبرینیا را دنبال کرد و چنان پیوند نزدیکی با او برقرار کرد که خرس اغلب در چند قدمی او جمع می‌شد و می‌خوابید.
نیکولاینکو همچنین چندین فرار خوش‌شانس را در طول مدت حضورش با خرس‌ها مستند کرده است. او توضیح داد که چگونه برای جلوگیری از حمله خرس‌ها از صخره‌ها سقوط کرده و توسط خرس‌ها تا بالای درختان تعقیب شده است.
او پس از آنکه میچیو هوشینو، عکاس مشهور خرس ژاپنی، در سال ۱۹۹۶ در منطقه حفاظت‌شده جنوبی، منطقه‌ای دورافتاده‌تر در همسایگی منطقه ۱۱٬۰۰۰ کیلومتر مربع (۴٬۲۰۰ مایل مربع)، از چادرش بیرون کشیده و توسط یک خرس خورده شد، به انجام تحقیقات کمک کرد. منطقه حفاظت‌شده ایالتی کرونوتسکی که نیکولاینکو در آن مستقر بود.

### مرگ
در زمستان ۲۰۰۳، نیکولاینکو خیلی بیشتر از آنچه برنامه‌ریزی شده بود، در طبیعت وحشی مانده بود، احتمالاً به این دلیل که هنوز همه خرس‌ها به خواب زمستانی نرفته بودند. او منتظر پرواز هلیکوپتر از منطقه حفاظت‌شده بود و آخرین بار در اواخر دسامبر ۲۰۰۳ از او خبری شد. وقتی بالاخره هلیکوپتری برای بردن او رسید، خدمه هیچ نشانه‌ای از محقق پیدا نکردند و یک تیم جستجو اعزام شد.
در ۱ ژانویه ۲۰۰۴، مقامات روسی اعلام کردند که جسد نیکولاینکو، ۶۶ ساله، در دریاچه‌ای نزدیک کلبه تک اتاقه دورافتاده‌اش در رودخانه تیخایا پیدا شده است. کنار جسد او رد پای یک خرس نر متوسط به همراه یک قوطی خالی اسپری فلفل که ظاهراً نیکولاینکو سعی کرده بود با آن از خود دفاع کند، پیدا شد.
ویکتور ربریکوف، راهنمای گردشگری و دوست قدیمی نیکولاینکو که در تیم جستجویی بود که جسد را پیدا کرد، گفت به نظر می‌رسد نیکولاینکو یک خرس نر بزرگ را تا دریاچه کوچک و چشمه‌خیزی که کمتر از ۲ کیلومتر (۱ مایل) مربع وسعت دارد، دنبال کرده است. از کلبه.
ربریکوف گفت: «ویتالی حتماً شروع به عکس گرفتن از خرس در حال استراحت کرده بود، اما تنه‌ها و شاخه‌های درختان مانع بودند و او حتماً تصمیم گرفته بود که وارد بیشه شود. رد پاهای او پس از خرس به داخل بیشه منتهی می‌شود. او از فاصله سه متری به خرس نزدیک شد.»
رگه بزرگی از اسپری فلفل نارنجی نشان می‌داد که نیکولاینکو سعی در دفاع از خود داشته و یک تفنگ منور در کنار جسد افتاده بود، بدون اینکه شلیک شود. دوربین او شکسته و خونین در همان نزدیکی بود.
درست دو ماه قبل از آن، تیموتی تردول، محقق خرس آمریکایی، و دوست دخترش توسط خرس‌ها در پارک ملی کاتمای آلاسکا کشته و تا حدی خورده شدند.

## جنجال
نیکولاینکو با وجود تمام عمرش که صرف آزار و اذیت شکارچیان غیرقانونی و نظارت بر خرس‌ها می‌کرد، چهره‌ای تفرقه‌انگیز در جامعه طبیعت‌گرایان بود، چرا که جامعه طبیعت‌گرایان دیدگاه نامطلوبی نسبت به رویکرد پیشگیرانه او در نظارت بر خرس‌ها داشت. آشنایی آشکار او با موضوع مورد مطالعه‌اش، برخلاف روش منفعلانه‌تری بود که در این حوزه به عنوان «جدایی» شناخته می‌شود، روشی که تا حد زیادی در محافل رفتارشناسی مورد اجماع است.
نیکولاینکو اصرار داشت که هرگز پتانسیل درنده‌خویی در میان خرس‌ها را دست کم نگرفته و در برابر تمایل به نسبت دادن احساسات انسانی به آنها مقاومت کرد. او پذیرفت که حتی دوبرینیا هم احتمالاً فقط حضور او را تحمل می‌کرد.
منتقدان نیکولاینکو مرگ او را به عنوان تأییدی بر موضع خود تلقی کردند و خرس‌هایی که به حضور او عادت کرده بودند، طعمه‌های آسانی برای شکارچیان غیرقانونی بودند. نیکولاینکو می‌دانست که حداقل ۲۰ خرس حدود هفت ماه قبل از مرگش کشته شده‌اند.
نیکولاینکو همچنین با مردی که احتمالاً بیش از هر کس دیگری در کامچاتکا با او وجه اشتراک داشت، یعنی چارلی راسل، محققی که در منطقه حفاظت‌شده کامچاتکای جنوبی فعالیت می‌کرد، وارد جنگ لفظی شد. راسل و نیکولاینکو زمانی با هم درگیر شدند که از محیط‌بان روسی خواسته شد تا پروژه راسل را بررسی کند.
نیکولاینکو به شدت به سیاست راسل مبنی بر تغذیه توله‌های نیمه‌بالغ اعتراض کرد و استدلال کرد که این کار تحقیقات را بی‌معنی می‌کند و می‌تواند توله‌ها را به طرز خطرناکی مشتاق دریافت کمک‌های انسانی کند. راسل احساس می‌کرد توله‌ها به همان نوع تغذیه‌ای نیاز دارند که از مادرشان دریافت می‌کردند تا به اندازه کافی قوی شوند تا در برابر شکارچیان مقاومت کنند. این دو مرد در طول آشنایی خود به شدت با هم بحث می‌کردند.